# Преах Вихеа (провинция)
Преах Вихеа (на кхмерски: ព្រះវិហារ) е една от двайсетте провинции в Камбоджа. На север граничи с Тайланд и Лаос, на юг с провинция Кампонг Тхом, на запад с провинциите Одар Меантей и Сием Реап, а на изток със Стънг Траенг.
В Преах Вихеа се намира историческата кхмерска столица Кох Кер. Провинцията носи името на строения през 11 век храм Преах Вихеа (ប្រាសាទព្រះវិហារ – Прасат Преах Вихеа).

## Административно деление
Провинция Преах Вихеа се състои от един самостоятелен град-административен център Пном Тбенг Меантей и от 7 окръга, които от своя страна се делят на 49 комуни, в които влизат общо 208 села.
| ISO код | Окръг (на кхмерски) | Окръг          |
| ------- | ------------------- | -------------- |
| 1301    | ជ័យស៊ាន                | Тей Саен       |
| 1302    | ឈ្នែប                 | Тхаеб          |
| 1303    | ជាំក្សាន្ត               | Тоам Кхсант    |
| 1304    | គូលេន                 | Кулеаен        |
| 1305    | រវៀង                 | Ровиенг        |
| 1306    | សង្គមថ្មី              | Сангком Тхмей  |
| 1307    | ត្បែងមានជ័យ             | Тбаенг Меантей |